# Eta
 For alternative betydninger, se ETA (flertydig). (Se også artikler, som begynder med ETA)
Eta (Η, η) er det syvende bogstav i det græske alfabet, og beskriver i fysikkens termiske energiberegninger "nyttevirkningen".

## Computer
I unicode er Η U+0397 og η er U+03B7.
|   | decimal | hex     | HTML  |
| - | ------- | ------- | ----- |
| η | &#951;  | &#x3b7; | &eta; |
| Η | &#919;  | &#x397; | &Eta; |

| Sprog | Spire Denne artikel om sprog er en spire som bør udbygges. Du er velkommen til at hjælpe Wikipedia ved at udvide den. |